# Jorge Frías
Jorge Frías (* 15. března 1965) je bývalý mexický zápasník, volnostylař. Dvakrát startoval na olympijských hrách, v roce 1976 vypadl v kategorii do 48 kg ve druhém a v roce 1980 ve stejné kategorii ve třetím kole. V roce 1975 zvítězil v této hmotnostní kategorii na Panamerických hrách.